# لوليتا ليبرون

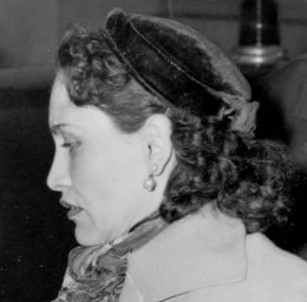

لوليتا ليبرون ‏(بالإسبانية: Lolita Lebrón)؛ (19 نوفمبر 1919 - 1 أغسطس 2010) ثائرة وناشطة قومية قادت حملة قوية من أجل استقلال بورتوريكو، تزعمت مجموعة من القوميين في الهجوم على مجلس النواب الأميركي سنة 1954، كوسيلة لجذب الانتباه للوضع الاستعماري لبورتوريكو، قضت بسبب ذلك مدة 25 سنة في السجن.